# Shawan
Shawan (en chino, 沙湾; pinyin, Shāwān) es un distrito urbano bajo la administración directa de la ciudad-prefectura de Leshan. Se ubica en la provincia de Sichuan, centro-sur de la República Popular China. Su área es de 617 km² y su población total para 2010 fue más de 100 mil habitantes.

## Administración
El distrito de Shawan se divide en 13 pueblos que se administran en 8 poblados y 5 villas.

## Toponimia
El topónimo Shawan [/sha-uán/] se compone de los sinogramas Sha que significa 'arena'  y Wan que significa 'bahía', y viene de la frase "orillas arenosas y bahías serpenteantes" (沙岸湾环 Shāàn Wānhuán).

## Historia
En el año 793 durante la dinastía Tang, las puertas de la ciudad fueron quemadas por el ejército tibetano. En el 875 durante la dinastía Tang, Gao Jiao, gobernador de Jiannan trasladó la ciudad a Yaoheba, como había muchos árboles Nan que crecían en la zona y formaban un bosque, la ciudad pasó a llamarse Nanlin (楠林 'bosuqe nan'). La ciudad también fue conocida como Nanling (南陵 'ladera sur') debido a su ubicación en la ladera sur del Monte Emei (峨眉山).
Fan Chengda (范成大), poeta y gobernador de Sichuan de la dinastía Song del Sur, viajó al Monte Emei antes de dejar el cargo y regresar a Beijing, escribió poemas alabando el Monte Emei y comentó que "Nanling" está ubicada en "un lugar con un hermoso paisaje y rodeada de bancos de arena y bahías".
En 1786 durante la dinastía Qing, Nanling se vio sumergida por una inundación y la ciudad se trasladó a su ubicación actual. Como se construyó en un lugar con "hermosas montañas y aguas, y rodeada de bancos de arena y bahías", se la denominó "Shawan".